# فرودگاه جیبو
فرودگاه جیبو (به انگلیسی: Djibo Airport) یک فرودگاه با کد یاتا XDJ است. این فرودگاه در کشور بورکینافاسو قرار دارد.